# Pietro Koch
Pietro Koch (né le 18 août 1918 à Bénévent et mort le 4 juin 1945  à Rome) est un militaire italien et leader de la « Banda Koch » un groupe connu pour son activité anti-partisane dans la République de Salò.

## Biographie
Pietro Koch est le fils d'un officier de la Marine impériale allemande. Il sert comme lieutenant dans les Grenadiers ; très impopulaire auprès de ses compagnons d'armes il est renvoyé de l'armée en 1939 pour avoir insulté un officier supérieur.
Rappelé sous les armes à la veille de la Seconde Guerre mondiale, il sert jusqu'à  l'armistice de Cassibile du 8 septembre 1943, après quoi, il s'installe à Florence.
À la création de la République sociale italienne, il s'installe dans le nord de l'Italie et rejoint le « Service spécial de la police républicaine» dirigé par Tullio Tamburini.
En janvier 1944, il forme la dite « Banda Koch », une équipe spéciale chargée à Rome de traquer les partisans et de les livrer aux Allemands. Protégé par Herbert Kappler, Koch a toute liberté pour utiliser tous les moyens, le terme « Banda Koch » devenant synonyme de cruauté et de violence.
Koch possède ses propres prisons et chambres de torture et après la prise de Rome par les alliés, il continue son activité à Florence, puis à Milan. Craint même par Benito Mussolini pour sa violence extrême, celui-ci mandate en octobre 1944 Renzo Montagna afin de l'arrêter.
Le 17 décembre 1944, il est arrêté et enfermé dans la prison de San Vittore.
Pendant l’insurrection de Milan du 25 avril 1945, Koch s'évade et fuit à Florence, mais le 1er juin il est arrêté avec sa compagne Tamara Cerri. Jugé, il est reconnu coupable de six chefs d'accusation devant la Haute Cour et condamné à mort.
Il est exécuté à Rome à Forte Bravetta le 4 juin 1945 à l'âge de 26 ans.
Luchino Visconti a filmé le procès (où il a lui-même témoigné), puis le lendemain, l'exécution de l'ex-préfet fasciste, Pietro Caruso, ainsi que celui de Pietro Koch, le bourreau de la Pensione Jaccarino, où la Gestapo torturait et où Visconti avait séjourné douze jours. La séquence a été intégrée dans le film Jours de gloire.